# Alexandre Hepp
Alexandre Hepp (født 14. januar 1857 i Sarre-Union, Elsass, død 1924) var en fransk forfatter og journalist. 
Hepp var medarbejder af Le Figaro og har i bogform udgivet Cœurs parisiens (1897), Les quotidiennes, I—II (1898—99), Ciel de Russie (1901), Cœur d'amant (1902), L'épuisé (1905), L'audacieux pardon (1906), Ferdinand de Bulgarie intime (1909) og flere.